# Ibitiruna fenestrata
Ibitiruna fenestrata är en skalbaggsart som först beskrevs av Bates 1881.  Ibitiruna fenestrata ingår i släktet Ibitiruna och familjen långhorningar. Inga underarter finns listade i Catalogue of Life.